# Heilig-Geist-Spital und Stift (Hannover)

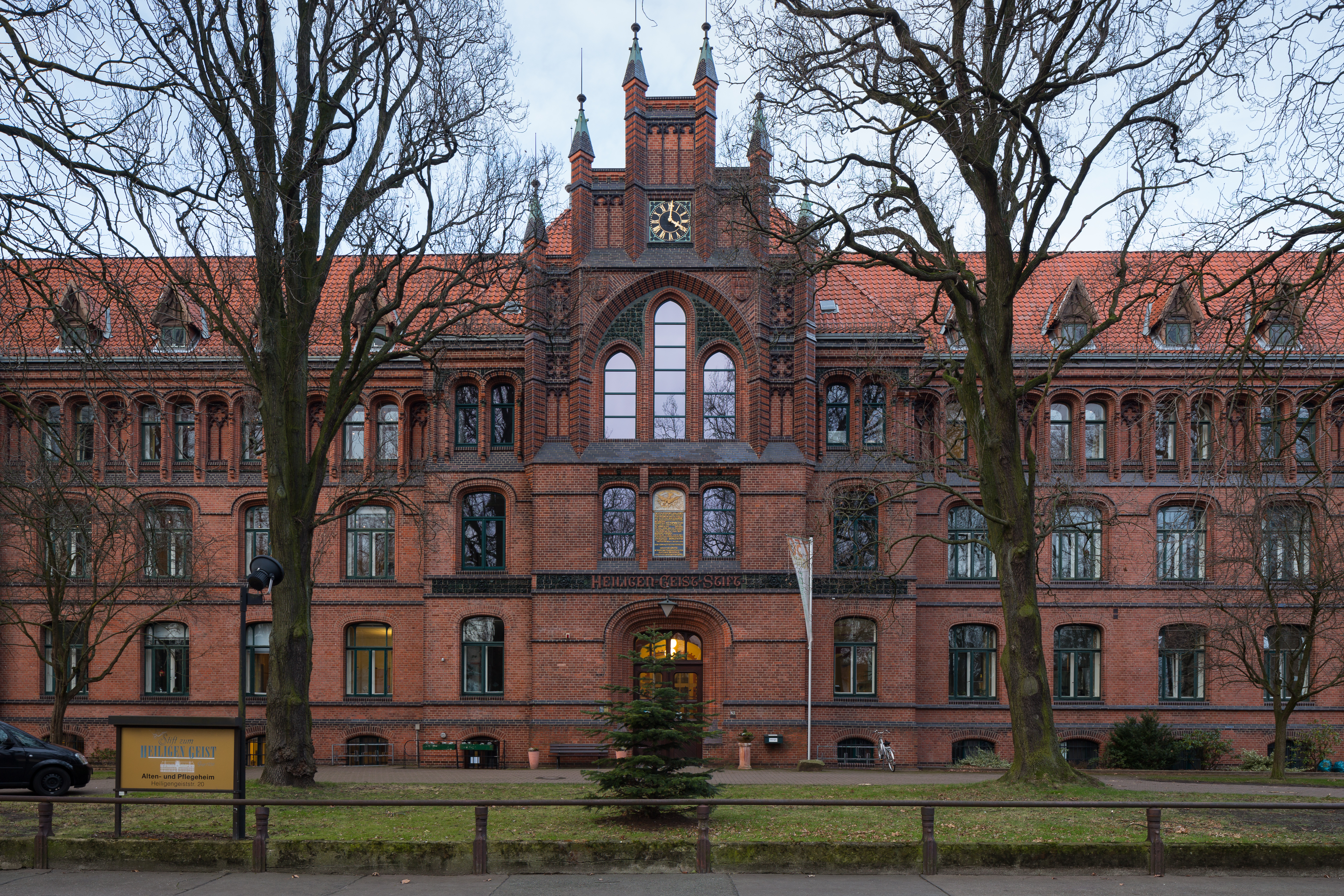
Hauptgebäude des heutigen Heilig-Geist-Spital und Stift

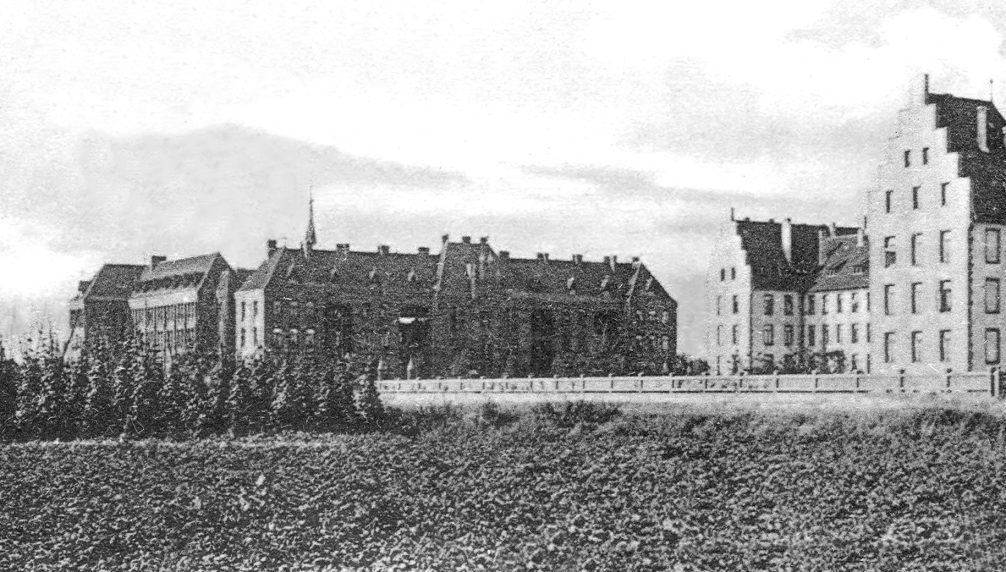
Das 1895 errichtete Stiftsgebäude kurz nach der Fertigstellung, rechts das Schwesternhaus Hannover

Das Heilig-Geist-Spital und Stift war ein im Jahre 1256 unter der Bezeichnung Hospital Sankt Spiritus gestiftetes Spital und Hospital, das seinen Sitz in der Altstadt von Hannover hatte. Heute befindet sich die Einrichtung als Pflegeheim unter der Bezeichnung Stift zum Heiligen Geist in einem 1895 errichteten Gebäudekomplex im Stadtteil Bult.

## Geschichte

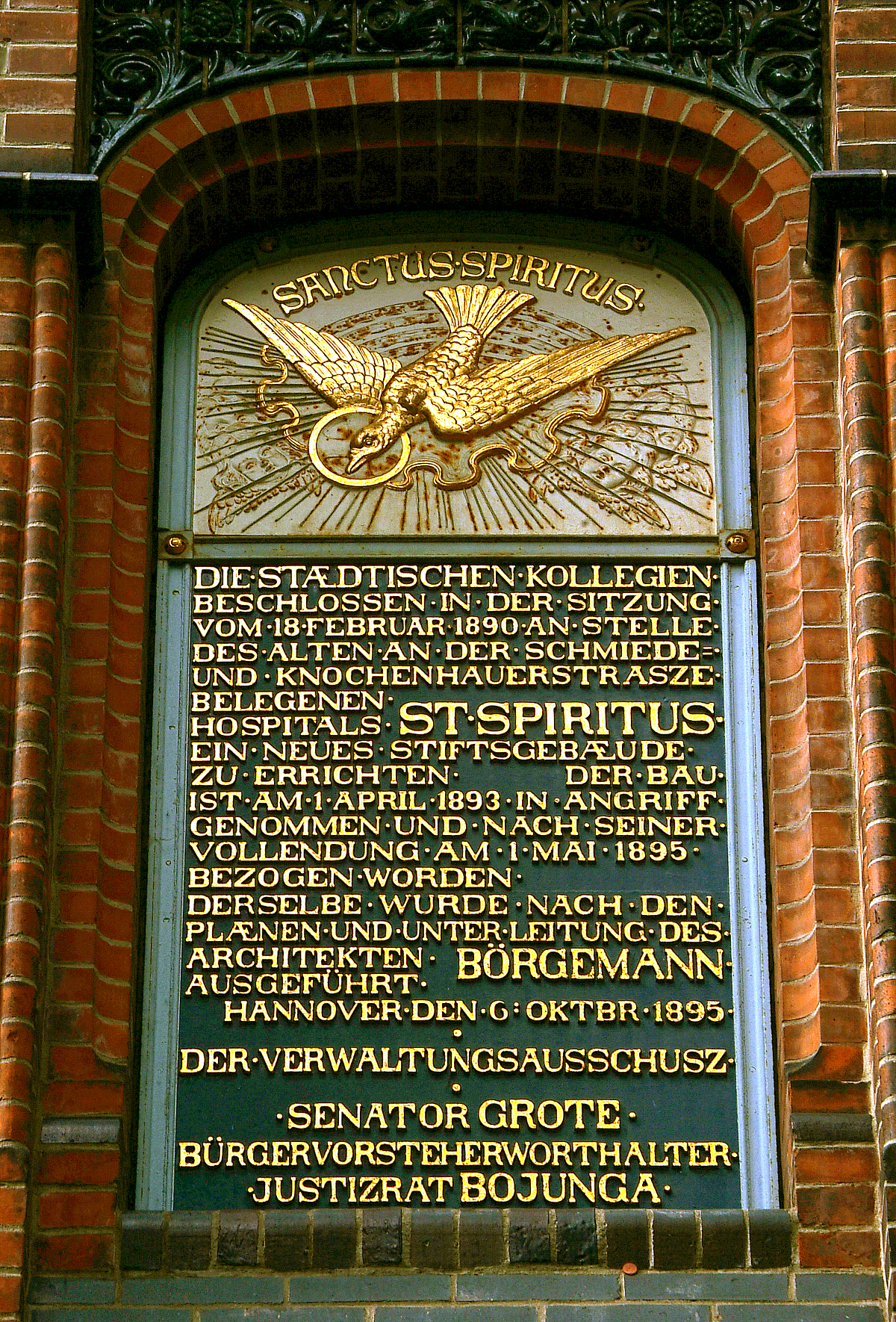
Gedenktafel zum Bau des neuen Stifts zum Heiligen Geist

Der Rat von Hannover gründete 1256 das Hospital Sankt Spiritus, um soziale Fürsorgeleistungen zu übernehmen, die bis dahin in den Händen der Kirche lagen. Da der Stadt die Mittel zum Bau fehlten, rief der Bischof von Minden die hannoverschen Bürger in Ablassbriefen zu Spenden auf. Daraufhin konnte das Hospital in der Altstadt nahe dem Steintor erbaut werden. Zum Spital gehörten Wohnhäuser, Wirtschaftsgebäude, Ställe, eine Backstube und die 1656 als Garnisonskirche errichtete Heilig-Geist-Kirche (Abbruch 1875). Dem Stadtrat oblag von Anfang an die Verwaltung der Einrichtung, wobei auch noch heute dem Ausschuss innerhalb der Stiftsverwaltung Ratsherren sowie Stadträte der Stadt Hannover angehören. Anfangs wurde das Spital durch Schenkungen mit Grundbesitz ausgestattet, unter anderem durch die Grafen von Roden. Zu den Schenkungen zählte beispielsweise die Gernandesburg und ihr nahe gelegener Wirtschaftshof im heutigen Stadtteil Burg durch Herzog Johann von Braunschweig-Lüneburg im Jahre 1274. Ab dem 14. Jahrhundert baute sich das Spital eine eigene Wirtschaftsgrundlage durch Geldgeschäfte und dem Ankauf von Mühlen sowie Grundbesitz auf. Ursprünglich war die Anstalt dazu bestimmt, Blinde und Lahme zu pflegen sowie Fremde und Reisende zu beherbergen. Etwa ab dem Jahre 1300 wurde die Anstalt in ein Altenpflegeheim umgewandelt. Im 17. und 18. Jahrhundert lebten in der Einrichtung um die 50 Personen. Ab der Mitte des 19. Jahrhunderts wurden nur noch bedürftige Frauen aufgenommen.
Ende des 19. Jahrhunderts erfolgte eine Verlegung des Stifts aus der Altstadt. Von 1892 bis 1895 entstand im heutigen Stadtteil Bult nach Plänen des Architekten Karl Börgemann ein Neubau im neugotischen Stil, der heute unter Denkmalschutz steht. Dadurch erhöhte sich die Aufnahmekapazität auf 200 Personen. Nach dem Zweiten Weltkrieg wurde das Stift wieder als Altenpflegeheim betrieben und ab den 1970er Jahren in ein Pflegeheim für minderbemittelte Senioren umgewandelt.